# Franciscaines de Chicago
Les Franciscaines de Chicago sont une congrégation religieuse féminine enseignante et hospitalière de droit pontifical.

## Historique
En 1886, le Tiers-Ordre franciscain est fondé dans l'église Saint-Stanislas-Kostka de Chicago, qui est alors le point de ralliement des polonais de Chicago. Joséphine Dudzik en devient l'une des premières membres et commence à s'occuper des nécessiteux.
La congrégation est fondée le 8 décembre 1894 par Joséphine qui prend le nom de Marie-Thérèse, elle prononce ses vœux religieux avec trois compagnes des mains du Père Vincent Barzynski, résurrectionniste et curé de l'église Saint Stanislas. Elles choisissent la règle de saint François et la bienheureuse Cunégonde comme sainte patronne de l'institut. En 1976, les religieuses adoptent le nom de franciscaines de Chicago.
L'institut est agrégé à l'Ordre des Frères mineurs le 20 mars 1925, il reçoit le décret de louange le 9 décembre 1930 et ses constitutions religieuses sont définitivement approuvées par le Saint-Siège en 1939.

## Activités et diffusion
Les sœurs se dédient à l'enseignement et à l'assistance des malades.
En 2017, la congrégation comptait 30 sœurs dans 1 maison à Lemont.